# Taquigrafía Gregg
La taquigrafía Gregg es un sistema popular de taquigrafía inventado por John Robert Gregg en 1888. Se basa en figuras elípticas y líneas que las bisecan, como la escritura cursiva. La taquigrafía Gregg es el sistema más popular de escritura taquigráfica a mano en los Estados Unidos, y su adaptación al español está muy arraigada en América Latina. Sin embargo, el uso de la taquigrafía ha decaído gradualmente en el ámbito comercial y legal con la invención de las grabadoras, las máquinas de dictado, el estenotipo, los procesadores de palabras y las computadoras.
Se publicaron varias ediciones del sistema en inglés: Pre-Anniversary, que incluye las primeras cinco ediciones, la primera publicada en dos pequeños panfletos con cubierta de papel en 1888, la segunda en 1893, la tercera en forma de libro en 1897, la cuarta en 1903 y la quinta en 1916; Anniversary, una forma revisada y simplificada publicada in 1929, llamada Anniversary (Aniversario) porque iba a ser publicada en el cuadragésimo aniversario del sistema 1928, pero tuvo que ser demorada por no estar lista a tiempo; Simplified, creada en 1949, en la que se eliminaron o simplificaron muchos de los principios y abreviaturas debido a resultados de estudios hechos por los editores y sugerencias de muchos profesores de taquigrafía; Diamond Jubilee, publicada en 1963, otra simplificación de la versión anterior; Series 90, publicada en 1978, que trajo aún más simplificaciones al sistema; y Centennial, publicada en 1988, con muchas semejanzas a la edición anterior Diamond Jubilee. Además de estas ediciones principales que se diseñaron para las velocidades de dictado en esa época, otras ediciones más simples o para uso general o personal se publicaron desde el 1924 hasta el 1968, como la edición "Junior" en 1924, el "Greghand" en 1935, y el "Notehand" en 1960 y 1968.
Gregg se contrasta a menudo con la taquigrafía Pitman, ya que ambas comparten un predominio amplio de los sistemas de taquigrafía en inglés. Pitman utiliza el grosor de la línea y la posición en la línea de escritura para discriminar entre dos sonidos similares, en cuanto la taquigrafía Gregg usa el mismo espesor y distingue los sonidos por el tamaño relativo de los trazos. La taquigrafía Gregg ha sido adaptada a otros idiomas, incluyendo el español. Originalmente, John Robert Gregg fue profesor de taquigrafía Duployé adaptada al inglés (la taquigrafía Duployé es el sistema dominante en Francia, y también consta de líneas de grosor uniforme y vocales adheridas). Sin embargo, los signos angulares del sistema Duployé le parecieron detrimentales a la velocidad; la taquigrafía Gregg contiene trazos cursivos que pueden ser unidos de forma natural sin tener ángulos agudos. Además, como los símbolos de la taquigrafía Gregg se desarrollaron especialmente para el inglés, en vez de haber sido adaptado de un sistema francés, combinaron mejor con el idioma (por ejemplo, Gregg tiene un símbolo para la th, mientras que el sistema de Duployé utiliza una t con un punto, que demora un poco más en escribirse).

## Escritura
La taquigrafía Gregg es un sistema de escritura fonética, lo que quiere decir que graba los sonidos del hablante y no la ortografía de la palabra. Por ejemplo, utiliza el mismo símbolo para la s, la c (antes de e e i) y la z. Se omiten todas las letras silentes. La imagen a la derecha contiene los trazos de los sonidos en la taquigrafía Gregg, edición "Simplified" en inglés. El sistema se escribe de izquierda a derecha y las letras se unen como en la escritura cursiva, según reglas específicas. Algunos trazos se escriben de arriba hacia abajo, como la ch y la J, mientras que la t y la d se escriben de abajo hacia arriba. La x se expresa inclinando ligeramente el signo de la s, aunque el prefijo ex- se escribe es. En la versión aniversaria de Gregg, si hay necesidad de distinguir la z de la s en palabras homófonas (como por ejemplo, "casa" y "caza"), se escribe una rayita en ángulo recto de la s para hacer la distinción, 
En la adaptación al español, la ñ se escribe con el mismo símbolo de la n, pero con una rayita vertical debajo del signo. Del mismo modo, la rr se escribe con el signo de la r, añadiendo la rayita vertical debajo del signo. La y la ll se expresan con el símbolo de la th. 
Muchas de las letras en el diagrama muestran los llamados gramálogos, que son abreviaturas utilizadas en palabras de alta frecuencia. Por ejemplo, en vez de escribir “gusto”, el taquígrafo escribe “G”. Los gramálogos ingleses correspondientes a los signos de Gregg están debajo de cada símbolo en el diagrama de la derecha. Hay muchos otros gramálogos; por ejemplo, la palabra “mucho” se escribe m-ch. Las terminaciones grama, gramo: se representa por la g desligada del signo y omiten la vocal que las preceda, las terminaciones ntico: se representa por nt. Estos gramálogos hacen la escritura en Gregg más rápida.
Otro mecanismo para aumentar la velocidad en Gregg es la formación de frases. Como levantar la pluma entre trazos tiene el efecto de perder en velocidad el equivalente de un trazo, se forman frases combinando múltiples trazos en uno sólo. Por ejemplo, si deseamos escribir la frase “con mucho gusto”, es más conveniente escribirlo en un solo trazo, km(ch)g, en vez de tres palabras k m(ch) g. (Note que cuando el lector ve los signos combinados km(ch)g, enseguida debe reconocer la frase “con mucho gusto”, lo que indica que la formación de frases hace la lectura de la taquigrafía más legible.)
En la adaptación española, las vocales en la taquigrafía Gregg se dividen en aquellas escritas con círculos (a, e, i), y las escritas con ganchos (o, u). Los diptongos o hiatos formados con una vocal de círculo y otra de gancho se expresan combinando las vocales (ao, au, eo, eu, io, iu, oa, oe, oi). La combinación ia, como "piano", y la ie, como "nieve", se expresan con un punto dentro de la a (para ia), y con una rayita debajo de la e (para ie), respectivamente. La combinaciones ai y ae se escriben con un círculo de la a, pero partido. La combinación ea se escribe con un doble círculo. En las combinaciones que comienzan con u (ua, ue, ui, uo) se omite la u, y se coloca una rayita horizontal debajo de la otra vocal (para expresar la omisión de la u).
Debido a la simplicidad del alfabeto, la taquigrafía Gregg se escribe rápidamente. Sin embargo, se necesita mucha práctica de dictado para dominarla. Parte del entrenamiento en taquigrafía consiste en tomar dictado de diferentes fuentes para ampliar el vocabulario. Como diferentes áreas administrativas donde se utiliza la taquigrafía tienen vocabulario que difiere en dificultad y largo de las palabras (por ejemplo comercial vs legal vs parlamentario), el sistema Gregg creó una manera de comparar material de dictado usando el concepto de la palabra estándar. En inglés, una palabra estándar contiene 1.4 sílabas. Así que cuando una persona dice que escribe 60 palabras por minuto (60 ppm) en Gregg, realmente está escribiendo 84 sílabas en un minuto. En español, una palabra estándar contiene 2 sílabas, por lo que escribiría 120 sílabas en un minuto a una velocidad de 60 ppm. Otros sistemas de taquigrafía (como Pitman) no hacen distinción del largo de las palabras. Esto es importante en la comparación de sistemas de taquigrafía, ya que muchos récords de escritura taquigráfica a principios del siglo XX fueron hechos con vocabulario relativamente simple.
En inglés, velocidades de 280 palabras por minuto (palabras estándar) han sido ya alcanzadas, y a esta velocidad los notas son todavía legibles para cualquier persona que conoce bien el sistema. En español, esta velocidad corresponde a 196 palabras estándar por minuto. 
Algunos escritores zurdos encuentran más cómodo el escribir Gregg de derecha a izquierda. Esto se conoce como taquigrafía de espejo ("mirrored shorthand") y fue practicada por algunos taquígrafos. Sin embargo, con algunos ajustes en la posición de la pluma y la libreta, las personas zurdas pueden escribir taquigrafía Gregg de izquierda a derecha con relativa facilidad.

## Versiones de la taquigrafía Gregg
En el transcurso de la historia de la taquigrafía Gregg, se crearon diferentes versiones del sistema. Todos los sistemas son semejantes y usan el mismo alfabeto, pero difieren en la carga de memoria y la velocidad. En inglés, la versión “Pre-Anniversary” es la más rápida y la más condensada, pero también contiene el mayor número de reglas y la mayor carga de memoria. La versión “Series 90” tiene la menor carga de memoria, se aprende más rápido, pero también es la versión más lenta de Gregg.

### “Pre-Anniversary”
Entre la primera versión en 1888 y la versión “Anniversary” del 1929, aparecieron varias versiones del sistema, llamadas colectivamente “Pre-Anniversary”. La primera versión era bastante rudimentaria y no llegó a tener mucho éxito. Cinco años más tarde, se publica una versión mejor, y luego en forma de libro titulada "Gregg’s Shorthand" en 1897. Revisiones en 1902 y 1916 mejoraron el sistema. Se considera esta versión como la más difícil de aprender, por el número de gramálogos y frases. Consta además con un gran número de símbolos para afijos comunes, y un sistema de abreviación para palabras, denominado el “principio de abreviación”.

### “Anniversary”
En 1929, se publica otra versión de la taquigrafía Gregg. Esta edición es la primera que tiene un nombre oficial. Esta versión redujo la carga de memoria disminuyendo el número de gramálogos a 318 y eliminando afijos no comunes. No empece a estos cambios, el sistema siguió siendo muy eficiente. La mayoría de la literatura en inglés escrita en Gregg está escrita en este sistema.

### “Simplified"
La versión “Simplified” se publicó en 1949. El manual en inglés para esta versión de Gregg estaba disponible para la venta a través de la McGraw-Hill hasta recientemente. Puede hacer una búsqueda utilizando este ISBN 0-07-707250-2. Este sistema redujo drásticamente el número de gramálogos a 181. Aún con esta reducción, se podían alcanzar velocidades más allá de 150 ppm. Muchos opinan que esta versión tiene el mejor balance en términos de carga de memoria sin sacrificar la velocidad.

### “Diamond Jubilee”
La versión “Diamond Jubilee”, también conocida como DJS (“Diamond Jubilee Series”), fue utilizada durante gran parte de la década del sesenta y del setenta (1963–1977). Era una versión más simple que la “Simplified”, y redujo el número de gramálogos a 129. Esta versión fue la primera escrita exclusivamente con el propósito de entrenar taquígrafos en el área comercial. Para alcanzar velocidades mayores, se publicó una edición para “Expertos”, en la que figuran atajos taquigráficos provenientes de la edición “Anniversary”. La versión DJS fue la versión más común de la taquigrafía Gregg que se ofreció en las escuelas.

### “Series 90”
La versión “Series 90” (1978–1987) era más simple todavía. Esta versión redujo el número de gramálogos, y puso más énfasis en una transcripción más clara, en vez de la velocidad de escritura. Algunos opinan que con esta versión, McGraw-Hill pudo haberse excedido en términos de brevedad. Debido al reducido número de gramálogos, resulta difícil el adquirir rapidez en el dictado en este sistema. Ya la popularidad de la taquigrafía en el mundo comercial había comenzado a disminuir durante este mismo período de tiempo.

### “Centennial”
Publicada en el 1988, esta es la última serie de la taquigrafía Gregg. En inglés, se considera como un reavivamiento de la versión DJS. Versión muy regular y relativamente simple de aprender, la versión Centennial es apropriada para dictado de oficina. Esta versión contiene 132 gramálogos, algunos de los cuales son completamente nuevos.

## Adaptaciones de la taquigrafía Gregg
La taquigrafía Gregg se ha adaptado a muchas lenguas, incluyendo afrikáans, esperanto, francés, alemán, hebreo, irlandés, italiano, japonés, polaco, portugués, ruso, español, catalán y filipino. Con unas pocas adaptaciones, puede ser utilizado en casi cualquier lengua. Después del inglés, la adaptación al español es la más popular.
Por lo general, las adaptaciones al español se asemejan a las versiones inglesas, con ciertos cambios específicos para el idioma. Las ediciones en español generalmente fueron publicadas después de las versiones inglesas. La primera adaptación del sistema Gregg al español fue realizada por el mexicano Camilo E. Pani en 1904, que apareció con el título "Taquigrafía fonética Gregg-Pani". A esta siguió otra en 1921 titulada "Taquigrafía Gregg", la cual se asemeja más a la escritura de la versión inglesa. Una edición revisada por Louis Leslie se publicó en 1923. Esta edición, conocida como "Taquigrafía Gregg Edición Aniversaria", se difundió por América Latina. Después de la muerte de John Robert Gregg en 1948, se publica en 1953 una revisión del sistema, conocida como "Taquigrafía Gregg Simplificada", que contiene cambios introducidos en la versión inglesa del sistema destinados a reducir la carga mental del taquígrafo y simplificar el aprendizaje de la taquigrafía. En 1969 surge la "Taquigrafía Gregg Edición Diamante", una nueva edición con numerosas simplificaciones destinadas a aligerar la escritura y aprendizaje. En esta edición se reenfoca el uso de la taquigrafía exclusivamente al área comercial. La edición Aniversaria fue reimpresa en 1970 bajo el título "Curso de taquigrafía Gregg", que en adición al texto básico, contiene un manual de ejercicios ("Ejercicios progresivos de la taquigrafía Gregg") y un libro de lecturas ("Ejercicios graduados"). Una nueva edición fue lanzada en 1978, llamada "Taquigrafía Gregg Serie 90", con aún mayores simplificaciones. La última edición en español publicada en 1990, "Taquigrafía Gregg Edición Centenaria", retiene los principios de la Serie 90 e incluye actualizaciones del vocabulario para la oficina electrónica, además de un rearreglo en la presentación de los principios del sistema.
Cada simplificación del sistema trae consigo, no sólo un aumento en la facilidad de aprendizaje y escritura, sino también una disminución en el potencial de rapidez en el dictado, ya que los trazos resultan más largos y demorados con la eliminación de reglas. Por este motivo, aunque la Edición Aniversaria resulte la más difícil de aprender y dominar por las muchas abreviaciones y reglas contenidas en ella, es la que se considera la más rápida de todas las versiones y la más adecuada para trabajo parlamentario y legal. 
Se han publicado otras adaptaciones del sistema Gregg. En 1931, Salvador F. Seguí publicó "Taquigrafía Seguí", sistema basado en el Gregg. En 1932, Ana María O'Neill publicó su "Exposición de la taquigrafía Gregg", revisada en 1974 ("Exposición revisada de la taquigrafía Gregg") y en 1984 ("Nueva exposición revisada de la taquigrafía Gregg, Edición Oro"). Estas ediciones difieren en el uso de algunos símbolos y la aplicación de ciertos principios taquigráficos, y por lo general, se asemejan a la versión Aniversaria.